# Nienna (Hexapoda)
Nienna es un género de Protura en la familia Acerentomidae.

## Especies
- Nienna parvula Szeptycki, 1988